# 22-й гвардейский истребительный авиационный полк (СССР)
22-й гвардейский истребительный авиационный Краснознамённый полк (22 иап, в/ч 77994) — тактическое формирование Военно-воздушных сил Тихоокеанского флота ВМФ СССР. Перед расформированием базировался на аэродроме Центральная Угловая в Приморском крае.

## История
Формирование создано в 1918 году. Ведёт историю от 3-го авиационного отряда, который был сформирован 6 декабря 1918 года на основании приказа наркома Рабоче-крестьянского Красного воздушного военного флота в Москве. На вооружении отряда в то время были иностранные самолеты «Ньюпор», «Сопвич», «Фартри». В мае 1919 года авиаотряд участвует в боях в составе Восточного фронта против Колчака, выполнял боевые полеты на бомбометание и разведку в составе 25-й стрелковой дивизии под командованием В. И. Чапаева. В апреле 1920 года отряд перебазирован в Иркутск, где продолжил бои с армией Колчака. Принимал участие в боях в Туркестане, Афганистане в период Гражданской войны в России, в Великой Отечественной войне, Советско-японской войне.
В апреле 1934 года часть обосновалась на Дальнем Востоке, на аэродроме Угловая в составе 7-й истребительной авиационной дивизии ВВС ВМФ, её личный состав приступил к охране и обороне главной военно-морской базы Тихоокеанского флота во Владивостоке. На фронтах Великой Отечественной войны воевало более 300 военнослужащих 6-го истребительного авиационного полка ВВС ТОФ. С 1919 по 1945 год 197 военнослужащих полка были награждены орденами и медалями.
26 сентября 1945 года 6-й истребительный авиационный полк ВВС ТОФ получает свое нынешнее наименование — 22-й гвардейский истребительный авиационный полк. За отвагу, проявленную в боях с японскими империалистами, за стойкость и мужество, высокую воинскую дисциплину и героизм личного состава полк получает звание «гвардейского» с вручением ему гвардейского знамени. Гвардейское знамя вручил нарком ВМФ адмирал Николай Герасимович Кузнецов.
Личный состав части принимал активное участие в Корейской войне.
За большие заслуги, проявленные в боях по защите Советской Родины, успехи в боевой и политической подготовке и в связи с 50-летием Советской армии и ВМФ в 1968 году Указом Президиума Верховного Совета СССР полк награжден орденом Красного Знамени..
На момент распада СССР 22-й гвардейский истребительный авиационный полк ПВО находился в составе 23-го корпуса ПВО 11-й отдельной армии ПВО, осуществлявшим авиационное прикрытие Приморского края.
1 декабря 2009 в ходе реформы Вооружённых сил полк стал 6989-й гвардейской Краснознамённой авиационной базой 3-го Краснознамённого командования ВВС и ПВО (в/ч 23485).
1 декабря 2010 6989-я гвардейская авиабаза преобразована в 4-ю гвардейскую авиационную группу истребительной авиации 6983-й авиабазы (в/ч 62231-4).

## Вооружение
За период своего существования авиаторы полка использовали Ньюпор, Фартри, Сопвич, Фарман, Вуазен, Фоккер, И-3, И-5, И-15, И-16, И-153, МиГ-3, Ла-7, МиГ-17/-17ПФ, МиГ-19, Су-9, Як-25М, МиГ-23МЛ (памятник которому стоит на постаменте у трассы А370 Хабаровск — Владивосток), Су-27,  Су-27СМ.